# Onciale 069
L'Onciale 069 (numerazione Gregory-Aland; "ε 12" nella numerazione Soden), è un codice manoscritto onciale del Nuovo Testamento, in lingua greca, datato paleograficamente al V secolo.

## Testo
Il codice è composto da 2 spessi fogli di pergamena di 80 per 45 mm, contenenti brani del Vangelo secondo Marco (10,50.51; 11,11.12). Il testo è scritto in una colonna per pagina e 25 linee per colonna.

### Critica testuale
Il testo del codice è rappresentativo del tipo testuale bizantino. Kurt Aland lo ha collocato nella Categoria III.
| Recto ιμ]ΑΤΙΟ [αυτου α]ΝΑΣΤΑΣΗΛ ΘΕΝΠΡΟΣΤΟΝΙΝ ΚΑΙΑΠΟΚΡΙΘΕΙΣΛε[?] ΓΕΙΑΥΤΩΟΙΣΤΙΘ[ε] ΛΕΙΣΠΟΙΗΣΩΣΟ[ι] ΟΔΕΤΥΦΛΟΣΕΙ[πεν] | Verso Και[περι βλεψαμε] ΝΟΣΠΑΝ[τα οψι] ΑΣΗΔΗΟΥΣΗΣΤΗ[ς] ΩΡΑΣΕΞΗΛΘΕΝ ΕΙΣ ΒΗΘΑΝΙΑΝ ΜΕ [τ]ΑΤΩΝΔΩΔΕΚΑ [k]ΑΙΤΗΕΠΑΥΡΙΟΝ |

## Storia
Il codice è conservato alla Oriental Institute (2057) a Università di Chicago.